# John Morrison
John Randall Hennigan (n. 3 octombrie 1979) este un wrestler american, mai cunoscut sub numele de ring John Morrison. În prezent activează în All Elite Wrestling (AEW) sub numele de Johnny TV. Morrison a mai luptat în Lucha Underground sub numele Johnny Mundo și în Global Force Wrestling sub numele Johnny Impact, dar este mai cunoscut prin trecutul său în WWE în perioadele 2004-2011 și 2019-2021 cu numele Johnny Nitro și John Morrison.
Este din Los Angeles. În carieră a deținut centura intercontinentală,centura ECW și a fost deținătorul centurii WWE tag team împreună cu The Miz.

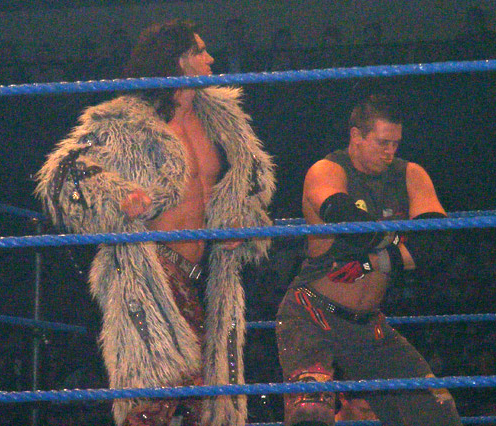
John Morrison şi The Miz

## Cariera
Tough Enough
E SEXY
Înainte de a-și începe cariera de wrestler, Hennigan a frecventat "University of California at Davis" studiind filmografia și geologia. Hotărând că meseria de geolog nu i se potrivește, a început antrenamentele la școala de wrestling profesionist "Supreme Pro Wrestling". În 2002 a fost acceptat la casting-ul pentru reality show-ul WWE/MTV "WWE Tough Enough" - ediția a 3-a, devenind, în cele din urmă, câștigător alături de Matt Cappotelli. Premiul a fost un contract experimental din partea WWE, câștigătorii fiind trimiși în OVW pentru a-și continua antrenamentele. Echipa Hennigan - Cappotelli și-a făcut prima apariție în cadrul WWE pe micul ecran la un episod "Heat" în ianuarie 2004, când au pierdut meciul împotriva lui Garrison Cade și a lui Mark Jindrak.
2004 - 2006
În martie 2004, Hennigan a debutat în brandul RAW. Personajul său era descris ca fiind ucenicul și asistentul Managerului General al RAW din acea perioadă, Eric Bischoff. În ring activa sub numele de Johnny Blaze. Săptămâna următoare, acesta și-a schimbat numele în Johnny Spade, iar săptămâna de după aceea, numele a fost schimbat din nou, de data aceasta în Johnny Nitro. Numele Nitro, care a rezistat până la urmă, făcea referire la show-ul Monday Nitro, al corporației World Championship Wrestling, show creat chiar de către Bischoff. Nitro a continuat să fie asistentul lui Eric Bischoff până la episodul RAW din 7 iunie, când acesta a pierdut un meci împotriva lui Eugene, partidă care avea ca stipulație învinsul își pierde slujba.
După ce a plecat din RAW, Hennigan a revenit în OVW, unde a fost pus într-un conflict cu fostul său partener Matt Capptotelli. În timpul conflictului, Melina Perez a fost adusă în companie, ca fosta iubită a lui Nitro și aliată a lui Cappotelli, pentru ca în cele din urmă sa îl trădeze și să se alieze cu Nitro. După ceva timp, celor doi li s-a alăturat Joey Mercury, formând echipa MNM. MNM a luptat un an în OVW, deținând titlurile OVW Southern Tag Team Championship, înainte de a fi chemați in principalul lot al SmackDown! în aprilie 2005. În timpul petrecut în SmackDown!, MNM au fost puși în conflicte cu Rey Mysterio și Eddie Guerrero, Mysterio și Batista, L.O.D și Paul London & Brian Kendrick. MNM au fost de 3 ori campioni WWE pe echipe, toate titlurile fiind deținute în anul de debut. În mai 2006, la Judgement Day, MNM a pierdut titlurile în fața echipei Paul London & Brian Kendrick. După înfrângere, Nitro și Melina s-au răzbunat pe Mercury, întorcându-i brusc spatele. Astfel, grupul MNM s-a distrus. Mai târziu, Melina a pierdut un meci împotriva lui Jillian Hall. După meci, Nitro și Melina s-au plâns lui Teddy Long de situația lor, până când Melina l-a plesnit pe Long, cuplul fiind concediat (kayfabe) din SmackDown!.
Săptămâna următoare, Nitro (împreună cu Melina) a (re)debutat într-un meci împotriva lui John Cena, care era în acel moment campion WWE, pe care l-a pierdut, în cele din urmă. La următorul show RAW, Melina a simulat o luxație la gleznă, care i-a permis lui Nitro să câștige printr-un roll-up meciul împotriva lui Charile Haas, care fusese distras de Melina. Aceasta a însemnat prima victorie a lui Nitro în RAW.

### 2007
John Morrison ,Melina,Joe Mercury fac echipa care se numește MNM și se înfruntă la Raw cu Lance Cade și Trevor Murdoch dar pierd acest meci.
La Royal Rumble Morrison,Mercury amândoi însoțiți de Melina pierd meciul în fața lui Hardy Boys(Jeff și Matt).
La Raw MVP se dă de partea lui MNM unde la Raw reușesc să câștige în fața lui Chris Benoit,Jeff și Matt iar la No Way Out MNM și MVP se înfruntă cu Matt,Jeff și campionul Statelor Unite Chris Benoit dar MNM pierd meciul în care Benoit îl face să cedeze pe Morrison.
La Raw John Morrison nu reușește să se califice la Money in the Bank la Wrestlemania 23 unde pierde în fața lui Jeff Hardy,iar Mercury în fața lui Matt Hardy.
La Wrestlemania Melina își păstrează titlul Women's Champion în fața lui Ashley.
John Morrison își schimbă din nou numele după despărțirea dintre el și Melina și se înfruntă cu Carlito la Backlash dar din păcate pentru el pierde meciul.
La Vengeance postul centurii ECW-ului ramane vacant deoarece Bobby Lashley renunță la această centură pentru că el se va lupta cu campionul WWE John Cena și din care mai fac parte Mick Foley,Randy Orton,King Booker iar Johny Nitro se luptă în fața lui CM Punk și reușește să devină campion al ECW-ului.John Nitro își schimbă din nou numele în care devine Morrison și se luptă la The Great American Bash în postura de campion ECW și se luptă din nou cu CM Punk ,iar Morrison își păstrează titlul ECW unde reușește și de această dată să câștige meciul în fața lui CM Punk.Acest feud cu Punk mai durează și la SummerSlam unde din nou își pun titlul ECW la bătaie în fața lui CM Punk și reușește din nou să câștige în fața lui Punk,iar la showul de ECW Punk îl roagă să își pună din nou titlul la bătaie iar Morrison acceptă iar cine va pierde centura nu va mai avea nici o șansă la Unforgiven iar CM Punk reușește să câștige titlul ECW în fața fostului campion Morrison.
John Morrison ia o pauză de o lună iar când se întoarce din nou în WWE la Cyber Sunday lumea votează cine să fie oponentul pentru titlul ECW iar lumea votează între Morrison,Big Daddy V și The Miz dar se pare că lumea îl vrea pe Miz și câștigă voturile pentru a se înfrunta cu CM Punk pentru titlul ECW.
La Survivor Series lucrurile se schimbă Morrison este implicat într-un Triple Threat din care mai fac parte The Miz și campionul ECW CM Punk dar Morrison nu reușește să pună mâna pe titlu deoarece Punk îl păstrează.
La Armaggeddon John Morrison își unește forțele cu The Miz și se înfruntă în fața lui Jesse și Festus dar pierd meciul.

### 2008
La Royal Rumble John Morrison intră al 6-lea luptător și rezistă o jumătate de oră dar este eliminat de Kane.
La Raw John Morrison se califică unde reușește să câștige meciul de calificare în fața lui Tommy Dreamer, și merge la Money In The Bank dar Morrison nu reușește să pună mâna pe geanta ,,bani în bancă,,iar această geantă este câștigată de CM Punk.La Raw Morrison și The Miz se luptă cu Jimmy Wang Yang și Shannon More și reușesc să câștige iar acest conflict ține până la Backlash unde Morrison și Miz câștigă și acolo.La Judgment Day dă norocul peste Morrison și Miz unde devin campioni la echipe și reușesc să câștige în fața lui CM Punk și Kane.
La One Night Stand John Morrison face parte din Singapore Cane Match din care mai fac parte CM Punk,Chavo,Dreamer și The Big Show dar SHOW reușește să câștige meciul.
La Night OF Champions Morrison și Miz rămân campioni la echipe unde câștigă în fața lui Finlay și ,,bastardul,,Hornswooggle.
La Great American Bash Morrison și Miz își pun centurile la echipe la bătaie din care mai fac parte  Jesse și Festus,Finaly și Hornswooggle și Hawkins și Ryder dar se pare că Morrison și Miz pierd titlurile la echipe unde devin pentru prima dată campioni la echipe Hawkins și Ryder.
La Unforgiven Morrison pierde meciul în fața misteriosului Evan Bourne.
La No Mercy Morrison și Miz pierd meciul în fața lui Primo și Carlito(THE COLONS)
La Cyber Sunday lumea îi votează pe Miz și Morrison și se înfruntă cu Crime Tyme(Jtg și Shad) și reușesc să câștige meciul.La Survivor Series Morrison și Miz fac parte din echipa lui Jbl din care mai fac parte Kane și MVP și se înfruntă cu echipa lui HBK din care mai fac parte Misteryo,Crime Time și Khali dar echipa lui Jbl pierde meciul.
La Raw titlul intercontinental devine vacant unde Tonky Man a câștigat de la Marella centura IC dar Tonky Man renunță la titlul IC ,iar Morrison reușește să câștige cu Finlay și se califică mai departe și dă piept cu CM Punk dar din păcate pentru el pierde această șansă la titlul IC.

### 2009
La Royal Rumble John Morrison face parte din cei 30 de luptători iar unul va deveni câștigător și va ajunge în Main-Eventul de la Wrestlemania 25 Anniversary ,iar Morrison intră al-2lea în Rumble și rezistă o jumătate de oră și reușește să îl arunce peste trei corzi tocmai pe prietenul său The Miz,dar Morrison este scos de Triple H.
La Wrestlemania 25 Anniversary Morrison și Miz se înfruntă cu The Colons(Carlito și Primo) pentru centurile unificate,acestea sunt vacante,iar Morrison și Miz nu sunt în stare să câștige meciul iar frații Colon reușesc să devină pentru prima dată campioni la echipe.
Această echipă Morrison și Miz se destramă iar la Judgment Day(ziua judecății) Morrison reușește să câștige în fața lui Shelton Benjamin.
La SmackDown John Morrison câștigă titlul intercontinental de la Rey Mysterio,iar la Hell In A Cell își pune titlul IC la bătaie și se înfruntă cu Dolph Ziggler și reușește să își păstreze titlul IC.
La SmackDown John Morrison este obligat să se înfrunte cu fostul său coleg la Bragging Rights unde este un meci campion vs campion dar nimeni dintre aceștia doi nu își pun centurile la bătaie,dar din păcate Morrison pierde meciul cu The Miz unde îl lovește foarte tare în picior și îl aruncă de pe coarda superioară iar cei din Brandul Raw se bucură că au 1-0 împotriva Brandului SmackDown.
John Morrison face o vizită în Raw,iar gazda specială pentru o seară Ozzy Osbourne le spune lui Morrison și Miz că se vor face echipe la Survivor Series unde Morrison va fi căpitan la echipa lui iar Miz la echipa lui,dar John Morrison face echipă cu Matt Hardy, Evan Bourne, Shelton Benjamin,și Finlay împotriva echipei lui The Miz din care mai fac parte Drew McIntyre, Sheamus, Dolph Ziggler , și Jack Swagger,iar în acest meci se elimină câte unul prin numărare până la trei,iar John Morrison reușește să îl elimine pe Jack Swagger și îl execută cu un Starship Pain,Evan Bourne îl elimină pe Dolph Ziggler printr-un Air Bourne iar echipa lui John Morrison câștigă meciul în fața echipei lui The Miz.
La Tables&Ladders și Chairs John Morrison își pune titlul IC la bătaie pentru a se înfrunta cu Drew McYntire dar în cele din urmă Morrison pierde titlul IC unde Drew devine pentru prima dată campion IC.

### 2010
John Morrison se califică în Rumble și intră al 11-lea luptător dar este eliminat de Shawn Michaels.
La Elimination Chamber John Morrison este în fața uneia dintre cele mai mari provocări din viața sa,acesta face parte din Camera Eliminărilor din SmackDown din care mai fac parte campionul mondial al greilor ,,fenomenul,,The Undertaker,Chris Jericho,R-Truth,CM Punk și Rey Mysterio dar John Morrison reușește să îl elimine pe Mysterio printr-un Starship Pain dar este eliminat din Cameră de The Undertaker unde Chris Jericho devine campion mondial la categoria grea unde HBK intervine în acest meci și îi aplică un sweet chin music lui Undertaker.
John Morrison se împrietenește cu R-Truth unde fac o echipă bună și se înfruntă la Wrestlemania 26 cu campionii unificați la echipe ShoMiz (The Miz și The Big Show) dar Morrison și Truth pierd meciul în doar trei minute.
La Raw Winners Choice pe 7 iunie John Morrison face echipă pentru ultima dată și se înfruntă cu The Miz și Zack Ryder unde a fost ales prin voturile publicului,John Morrison este executat de The Miz unde pierde meciul.

### 2011
John Morrison este accidentat la gât în timpul No way out,și ratează cel mai mare Main - Event, Wrestlemania 28.În august la Raw,înainte de Summer Slam joacă împotriva lui R-Truth, și pierde acest meci deoarece cade cu gâtul de barierele fanilor.Pe 29 decembrie îi expiră contractul cu WWE și se retrage din lumea wrestlingului.
Într-un videoclip publicat pe 9 decembrie 2011 prin intermediul canalului personal YouTube al lui Hennigan, Hennigan a susținut că ia timp să se vindece și să se recalifice pentru o posibilă revenire la lupte în viitor. În 2015, Hennigan a dezvăluit pe podcast-ul lui Stone Cold Steve Austin că WWE a vrut să semneze încă un contract de trei ani, dar din cauza unei leziuni a gâtului, a durerii reziduale și a frustrărilor creative, el a decis să nu-și reînnoiască contractul, timpul lui ".

### Global Force Wrestling / Impact Wrestling (2017–2019)
În august 2017, în ciuda faptului că nu a fost semnat pentru promovare la vremea respectivă, Hennigan a apărut în Global Force Wrestling la evenimentele sale live, alături de James Storm și Moose pentru a-i învinge pe Ethan Carter III, Lashley și Eli Drake pe 4 august și Carter, Lashley și Low Ki pe 5 august. Pe 17 august, la Destination X a fost prezentat un pachet video care dezvăluie numele în ring a lui Hennigan ca Johnny Impact. El a făcut debutul televizat în ring în episodul de la GFW Impact din 24 august! într-un meci Gauntlet for the Gold pentru campionatul global GFW vacant, terminând în ultimele trei înainte de a fi eliminat de eventualul câștigător Eli Drake. În următoarea săptămână, el și Eddie Edwards au întrerupt serbările de campionat ale lui Drake și Chris Adonis, ceea ce a dus la un meci de echipă cu tag-ul la evenimentul principal, pe care Drake și Adonis l-au câștigat. În ediția din 14 septembrie a GFW Impact !, Johnny Impact a învins Low Ki pentru a deveni challengerul numărul unu la campionatul GFW Global la Victory Road. După meci, Impact a fost agresat brutal de Drake și Adonis. În săptămâna următoare, Impact șia apărat statutul de candidat numărul unu în două meciuri, învingândui atât pe KM, cât și pe Texano în aceeași noapte. La Road Victory, Impact a fost învins de Drake și nu a reușit să câștige Campionatul Global GFW. După meci, a fost atacat de Drake și Adonis, dar a fost salvat de Garza Jr. Cu toate acestea, cei doi au fost atacați de LAX.

### Revenire în WWE (2019-prezent)
Într-un episod WWE Backstage care s-a difuzat pe 3 decembrie 2019, s-a confirmat că John Morrison va reveni în WWE. Luptătorul a semnat un contract de cinci ani cu compania. Morrison și-a făcut prima apariție în televiziunea WWE în episodul de SmackDown din 3 ianuarie 2020 într-un scurt interviu din spatele scenei, ieșind din vestiarul lui The Miz. Pe 10 ianuarie, a devenit Heel împreună cu The Miz după ce amândoi au atacat The New Day. Ulterior, Morrison l-a ajutat pe Miz să-și câștige lupta împotriva lui Kofi Kingston. Morrison a revenit în ring săptămâna următoare, învingându-i pe Big E și Kofi Kingston o săptămână mai târziu, ambele meciurile individuale. Apoi, Morrison a intrat în Royal Rumble 2020 ca al cincilea participant, dar a fost eliminat de campionul WWE Brock Lesnar în doar nouă secunde. La WWE Super ShowDown, Miz și Morrison au câștigat campionatele SmackDown Tag Team Championship.

## Titluri în WWE
- ECW World Championship (1 dată)
- WWE Intercontinental Championship (3 ori)
- WWE Tag Team Championship (4 ori) cu Joey Mercury  și The Miz (o dată)
- SmackDown Tag Team Championship(o dată) cu The Miz

1. ↑  John Hennigan, Česko-Slovenská filmová databáze